# Деор
Деор (др.-англ. Deor) — стихотворение на древнеанглийском языке, сохранившееся в составе Эксетерской книги (fol. 100a-100b). Стихотворение обычно причисляют к жанру героических элегий. Автор перечисляет ряд известных событий из сказаний о богах и героях (легенду о кузнеце Велунде, о Германарихе (Эорманрике) и другие). Все сюжеты заканчиваются печальным выводом: «Как минуло то, так и это минет». В конце автор сообщает, что прежде служил в дружине у конунга, пока наследник конунга не изгнал его и упоминает своё имя — Деор («Деором звался государев любимец»). На русский язык элегия переведена В. Г. Тихомировым.